# Miopatia tubylczych Amerykanów
Miopatia tubylczych Amerykanów (ang. Native American myopathy) – rzadka choroba przypuszczalnie uwarunkowana genetycznie. Opisana została u Indian Lumbee zamieszkujących dolinę rzeki Lumbee w południowo-środkowej części Karoliny Północnej. Przodkami tego plemienia, liczącego około 30 000 ludzi, byli Indianie i angielscy koloniści. Stewart i wsp. opisali w 1988 roku sześcioro dzieci z wrodzoną wiotkością, rozszczepem podniebienia i wadami wrodzonymi kośćca (kifoza, wady mostka) i złośliwą hipertermią. Choroba wymaga różnicowania z zespołem Kinga-Denborougha.